# Huna

Hawaiianisches Steinorakel nach Huna: Die Farben der Steine repräsentieren die sieben Prinzipien

Serge Kahili King lehrt Huna

Huna (hawaiianisch huna = verborgen, geheim) ist eine neoschamanische Lehre. Die Zielgruppe sind moderne, urbane Menschen und das vorgebliche Ziel, den Einzelnen und die Welt zu heilen im Sinne dessen, was sich gut anfühlt. Die Lehre besteht aus philosophischen, psychologischen, spirituellen und esoterischen Elementen und interpretiert die alte Religion Hawaiis. Huna hat im Laufe der letzten Jahrzehnte zahlreiche Anhänger vor allem in vielen Ländern Europas, in Amerika sowie im pazifischen Raum, beispielsweise Japan und Australien, erlangt.

## Geschichte

### Tradition der Kahuna Kupua
Der traditionelle hawaiianische Kult basierte auf dem Tun und Wirken der Kahunas und dabei insbesondere auf dem des „Kahuna Kupua“, des Zeremonienmeisters. Deren Lehre wurde traditionsgemäß mündlich von Generation zu Generation weitergegeben. Bereits vor der Ankunft der ersten Weißen auf Hawaii unter Captain James Cook fand eine Verfolgung der hawaiianischen Ritualpraktiker durch deren Könige statt, die sich später unter dem Einfluss der weißen Missionare fortsetzte. Die Lehre der hawaiianischen Religion überlebte fragmentarisch in den sehr unzugänglichen Wäldern der Insel Kauai.

### Max Freedom Long
Der amerikanische New-Age-Autor Max Freedom Long (1890–1971), der in den 1920er-Jahren auf Hawaii als Lehrer tätig war, gilt als Entdecker der Huna-Lehre. Er wollte die traditionelle Religion der hawaiischen Ureinwohner entdecken. Fasziniert von den für ihn eindrucksvollen Fähigkeiten der Kahunas (der Priester, Wissensträger und Heiler Polynesiens), denen er zutraute, über magische Kenntnisse zu verfügen, versuchte er deren geheimes Wissen zu entschlüsseln. Diese verweigerten sich allerdings einer tiefergehenden Zusammenarbeit, denn aus Sicht der Hawaiier entstammte Max Freedom Long einer geistigen Tradition, welche die kulturelle Überlegenheit der damals dominierenden „westlichen“ Zivilisation für so gesichert hielt, dass er glaubte, er könne die Fähigkeiten der einheimischen Bevölkerung von einem überlegenen Standpunkt aus beurteilen, einordnen und katalogisieren.
Long ließ sich hiervon jedoch nicht beirren. Er glaubte, dass sich praktisch die gesamte Lehre in kodierter Form in Aufbau, Wortschatz und Struktur der hawaiischen Sprache widerspiegele. Nach einigen Jahren der Beschäftigung mit der hawaiischen Sprache ging er davon aus, die wesentlichen Inhalte der alten „Naturreligion“ entschlüsselt und begriffen zu haben. Die so gefundenen Elemente fasste er schließlich in einem Lehrgebäude zusammen, welchem er den hawaiischen Namen Huna gab, was übersetzt Geheimnis oder geheimes Wissen bedeutet. Er veröffentlichte mehrere Bücher zum Thema und gründete 1946 die Huna Research Associates, welche sich dem weiteren Studium der von ihm aufgestellten Lehre widmete. Long leitete diese Organisation bis zum Jahr 1971, seitdem wird das Institut von seinem Nachfolger Otha Wingo geführt. Lange Jahre blieb Max Freedom Long und seine Huna Research die einzige maßgebliche Informationsquelle für an „Huna“ und hawaiischem Neoschamanismus Interessierte.

### Serge Kahili King
Der Psychologe Serge Kahili King (Geburtsname Serge King) wurde seiner eigenen Angabe zufolge von Wana Kahili in dessen Familie aufgenommen – vergleichbar der Art und Weise, wie in Deutschland Lehrlinge traditionell in die Familie eines Meisters aufgenommen wurden – und dort über viele Jahre zum Kahuna ausgebildet. Er gründete 1973 eine eigene Gesellschaft zur Verbreitung und Lehre des Huna-Systems (Order of Huna International). Er schrieb eine Reihe von Büchern über Huna und erläuterte die Lehre in Vorträgen und Seminaren. Heute ist die Version der Lehre nach Serge Kahili King die am weitesten verbreitete.

## Die Lehre
„Die Welt ist das, wofür Du sie hältst.“
Die Inhalte der Lehren Longs und Kings stehen sich prinzipiell sehr nahe, unterscheiden sich allenfalls in Punkten, die nicht von zentraler Bedeutung sind. Beide beschreiben Huna als ein System, welches den Anwender in die Lage versetzen soll, mit Hilfe der Magie auf sein Schicksal und die ihn umgebende Realität Einfluss zu nehmen.
Es wird behauptet, dass die Realität, in welcher der Mensch lebt, ein genaues Abbild dessen bewusster wie unbewusster Überzeugungen und Glaubensvorstellungen darstelle. Man könne Einfluss auf die Wirklichkeit ausüben, indem man ebendiese Überzeugungen tiefgreifend und nachhaltig verändere.

### Die vier Ebenen
Huna benennt vier Bedeutungsebenen:
- Die objektive Ebene
- Die subjektive Ebene
- Die symbolische Ebene
- Die holistische Ebene

Während 50 € auf der objektiven Ebene einfach nur 50 € sind und sich alle darüber einig sind, haben sie auf der subjektiven Ebene beispielsweise die Bedeutung eines neuen Paares Schuhe, einer Fahrkarte nach Hause oder eines Abendessens mit einem Freund, können auf der symbolischen Ebene beispielsweise für ein Geschenk oder eine Anerkennung stehen und auf der holistischen Ebene sind sie einfach nur Teil eines Finanzsystems, das zu einer Wirtschaft gehört, die als Teil des Universums einen sinnvollen Platz in diesem innehat.
Die meisten Prinzipien und Techniken wirken auf der subjektiven und auf der symbolischen Ebene. Sie entfalten daher zunächst keine objektive, sondern eine subjektive oder symbolische Wirkung, die sich natürlich ihrerseits auf der objektiven Ebene manifestieren kann.

### Die drei Teile des Selbst
Huna betrachtet drei voneinander unterschiedliche, aber untrennbar miteinander verbundene „Selbste“. Diese Dreiteilung ist willkürlich, aber nützlich.
- Das Lono (ʻUhane: „Seele“) – Mittleres oder äußeres Selbst: Sitz des menschlichen Wachbewusstseins und des rationalen Verstandes. Seine zentrale Funktion sei die Entwicklung des Willens, denn Aufgabe des Lono sei es, Entscheidungen über die Richtung von Denken und Handeln des Menschen zu fällen.
- Das Ku (ʻUnihipili: „Geist eines verstorbenen Verwandten“) – Unteres oder eigentliches Selbst, auch inneres Selbst oder tieferes Selbst: Die Funktion dieses Selbstes ist in Teilen identisch mit dem westlichen Konzept des Unbewussten. Wesentliche Aufgabe des Ku sei es, das Erinnerungsvermögen des Menschen zu organisieren und zu verwalten. In diesem Zusammenhang sei es verantwortlich für die Ausbildung von Emotionen. Des Weiteren kontrolliere es alle unbewussten Funktionen des menschlichen Körpers. Nur das „Ku“ hätte einen Zugang zum „Aumakua“, dem dritten Selbst des Menschen.
- Das Kane oder Aumakua („Ahnengeist“, „Familienschutzgeist“, oder Kumupaʻa, „Prinzip“ oder ʻaoʻao, „Beziehung“, hier zu einem Ahnengeist) – Hohes oder göttliches Selbst, Überbewusstsein: Dieses Selbst stelle die Verbindung des Menschen mit der „jenseitigen“ Welt dar. Es sei der Repräsentant des Menschen auf der übergeordneten göttlichen Ebene und im Zusammenspiel mit den dort waltenden Kräften Erzeuger der konkreten irdischen Realität.

Die Huna-Lehre setzt die Existenz einer derartigen jenseitigen Existenzebene voraus und erklärt diese zur Ursache aller weltlichen Phänomene. Huna postuliert sinngemäß, der menschliche Körper sei ein materialisierter Gedanke des Hohen Selbst. Dies gilt nach Anschauung der Huna-Anhänger für die gesamte Welt der Erscheinungen: Alles auf der Welt, selbst jedes Sandkorn, besäße sein eigenes Aumakua, und so sei die ganze Welt Ausdruck und Materialisation der gemeinsamen Gedanken der Gemeinschaft der Hohen Selbste (poe aumakua). Die Realität auf dieser körperlichen Ebene heißt auf Hawaiisch Kino (Körper, Verkörperung).

### Die sieben Prinzipien
Huna benennt sieben Prinzipien, die nachfolgend aus der Sicht von Huna beschrieben sind:
| Prinzip | Bedeutung    | Farbe   | Tier            |
| ------- | ------------ | ------- | --------------- |
| Ike     | Bewusstheit  | Weiß    | Delfin          |
| Kala    | Freiheit     | Rot     | Vogel           |
| Makia   | Fokus        | Orange  | (Raub-)Katze    |
| Manawa  | Jetzt        | Gelb    | Büffel, Elefant |
| Aloha   | Liebe        | Grün    | Pferd, Einhorn  |
| Mana    | Macht        | Blau    | Bär             |
| Pono    | Flexibilität | Violett | Wolf            |

- Ike, die Welt ist das, wofür Du sie hältst. Ein Regen kann (subjektiv) beispielsweise gut sein für die Ernte oder schlecht für ein Picknick. Das impliziert auch den Satz „Alles hat einen eigenen Traum“. Das Wort Traum wird im Deutschen am besten mit „innerer Film“ wiedergegeben. 
(Hawaiisch ʻike heißt sehen, fühlen und wissen.)
- Kala, es gibt keine Grenzen. Alle Grenzen – auch Definitionen und Festlegungen – sind (subjektiv) willkürlich und können geändert oder überwunden werden, wenn man herausfindet, wie das geht. Beispielsweise war es vor Jahrhunderten völlig unmöglich, zum Mond zu fliegen oder eine Nachricht in einem Augenblick auf die andere Seite der Welt zu versenden. Heute ist das möglich, denn wir haben herausgefunden, wie das geht. Dieses Prinzip der Freiheit impliziert auch den schamanischen Satz, dass alles miteinander verbunden ist. 
(kala heißt frei und befreien, auch verzeihen.)
- Makia, die Energie fließt dahin, wo die Aufmerksamkeit ist. Umgekehrt fließt auch die Aufmerksamkeit dahin, wo Energie ist. 
(makia heißt Ziel oder Zweck.)
- Manawa, jetzt ist der Augenblick der Macht. Es gibt überhaupt (subjektiv) nur den jetzigen Augenblick. Die Vergangenheit ist vorbei und die Zukunft ist noch nicht da. Was von der Vergangenheit jetzt da ist, ist die Erinnerung daran und die Bedeutung, die ihr (subjektiv) beigemessen wird. Diese Bedeutung kann jetzt frei gewählt werden, wenn dies nützlich oder heilsam ist. Ebenso sind von der Zukunft jetzt (subjektiv) nur Pläne da und diese können jetzt geändert werden, wenn dies nützlich ist. 
(manawa heißt Zeit oder Jahreszeit.)
- Aloha, lieben heißt glücklich sein mit. Liebe fühlt sich gut an. Wenn es sich nicht gut anfühlt, ist es keine Liebe, sondern möglicherweise eine Form von Angst. 
(aloha heißt mögen, lieben und grüßen, und als Substantiv Sympathie, Liebe, Mitleid oder Gruß.)
- Mana, alle Macht kommt von innen. Die Macht, das eigene Leben zu ändern, liegt (subjektiv) nicht bei einer Höheren Instanz, z. B. Eltern, Gott, Chef oder Regierung, sondern bei einem selbst. Für alles, was einem im Leben widerfährt, ist man selbst (zumindest mit-)verantwortlich. 
(mana heißt Macht, und zwar die politische wie die spirituelle Macht, und auch z. B. die Wirksamkeit eines Medikaments.)
- Pono, Wirksamkeit ist das Maß der Wahrheit. Es gibt immer auch einen anderen Weg. Wenn etwas nicht funktioniert, kann man gerne etwas anderes machen. 
(pono heißt richtig, fair und erfolgreich, als Substantiv Pflicht, Fairness, Moral, Erfolg und Wohlergehen, und als Verb müssen.)

### Aka und Mana
Zur Darstellung der hier angeblich wirkenden Kräfte und Zusammenhänge greifen die Autoren auf Versatzstücke und Fragmente der alten hawaiischen Religion zurück:
- Aka: Im Hawaiischen bedeutet Aka „Schatten“ und übertragen das Wesen einer Sache. Bei einem Opfer würden die Götter nach dem Glauben der Hawaiier den Schatten des Schweins usw. essen und die Menschen das Fleisch.[1] Die Huna-Lehre postuliert, dass die gesamte „reale“ Welt von „feinstofflicher“ Aka-Substanz durchdrungen sei. Jede konkrete Erscheinung – sei es Mensch, Tier, Pflanze oder Stein – fände in jener ihr Abbild. Dies gelte nicht nur für die physische Erscheinung der Dinge, sondern ebenso für flüchtige Erscheinungen wie zum Beispiel menschliche Gedanken und Gefühle. Huna nennt dieses Abbild „Schattenkörper“ und meint damit eine feinstoffliche Matrix, in welcher eine Art Blaupause der dynamischen Realität des Lebens enthalten sei. Verändere sich diese Matrix, dann verändere sich auch die Realität. Eine gewisse Ähnlichkeit mit diesem Konzept findet sich in den esoterischen Ideen von Ätherleib und Astralleib.
- Mana: Nach Auffassung der Anhänger des Huna ist Mana eine Energie, die in den Akaformen der Dinge fließt, um jene mit Leben zu erfüllen. Sie glauben, dass die Wirklichkeit sich gemäß jenem Abbild der Realität gestalte, in welchem der Fluss dieser Energie am stärksten sei. „Ku“ sei in der Lage, Mana zu sammeln und in eine bestimmte Richtung zu leiten. Teilweise findet das Huna-Konzept vom „Mana“ eine Entsprechung in den Ideen verschiedener Lehren von einer „universellen Lebenskraft“, wie Prana, Qi (Ch'i), Orgon und anderen. Allerdings personalisiert die Huna-Lehre diese Kraft, indem es jene mit den weltlichen Fähigkeiten und dem Willen dessen verbindet, der Mana erwirbt und nutzt. Mana bedeutet im Polynesischen ebenso „Macht“ wie „Fähigkeit“ und „Energie“. Die Verwendung von Mana zu magischen Zwecken ist nach Meinung der Verfechter der Lehre ein zielgerichteter, an die Fähigkeiten und den Willen des Nutzers gebundener Einsatz jener Lebensenergie, um „magische“ Zielsetzungen zu verwirklichen.

### Magisches Handeln
Um nun eine erfolgreiche „magische Handlung“ im Sinne der Huna-Lehre durchzuführen, müssen nach Meinung der Verfechter der Lehre folgende Voraussetzungen erfüllt werden:
- Ausarbeitung eines exakten Gedankenbildes des erwünschten Zustandes der Wirklichkeit. (Aka-Gedankenform, gesehen als „Keim“ oder „Saat“.)
- „Kala“: Klärung des Weges, innere Reinigung. Hier sollen eventuelle bewusste wie unbewusste Zweifel und innere Widerstände ausgeräumt werden, die einer Verwirklichung des erwünschten Zustandes im Wege stehen. Die Huna-Anhänger betonen, dass eine magische Handlung nur dann von Erfolg begleitet sein könne, wenn alle drei Selbste des Menschen in harmonischem Einklang stünden und gemeinsam diesem Ziel zuarbeiteten.
- Schaffung einer Verbindung zum hohen Selbst, um den Mana-Fluss in Gang zu bringen und diesen in die ausgearbeitete Gedankenform der erbetenen Realität zu leiten.

Um diesen Prozess zu fördern, schlagen die Anhänger der Lehre eine Reihe von unterstützenden Maßnahmen vor: Verschiedene Arten der Meditation, z. B. Piko-Piko, Huna-Gebete, Atemübungen, spezielle Massagen sowie diverse Formen von rituellen Handlungen. Die Verwirklichung eines magischen Projektes kann daher eine vielstufige und langwierige Vorgehensweise erfordern.

## Kritik
In jüngerer Zeit melden sich vermehrt Stimmen aus Hawaii, die die Authentizität der Lehren sowohl Max Freedom Longs als auch Serge Kahili Kings anzweifeln. Sie versuchen, die ursprünglichen Riten und Verfahrensweisen der alten hawaiischen Kultur wiederzubeleben, und verweisen darauf, dass allein schon der Name „Huna“ eine Verfälschung darstelle. Des Weiteren bemängeln sie, dass ein „Kahuna“ in seiner ursprünglichen Bedeutung kein Schamane und nicht unbedingt Priester sein muss: Jeder Experte – sei es ein Bootsbauer, Fischer oder Koch – könne ein Kahuna sein, solange sein Leben und Denken sich im Rahmen der kulturellen und religiösen Vorstellungen der alten hawaiischen Traditionen bewege.
Der in Hawaii anerkannte kahuna und Experte für hawaiische Geschichte und Kultur Charles Kenn war Long gewogen, urteilte aber über Huna: „Diese Huna-Studie ist zwar eine interessante Studie, … aber sie ist nicht hawaiisch und war es auch nie.“ (“While this Huna study is an interesting study, … it is not, and never was Hawaiian.”) Professor Lisa Kahaleole Hall schreibt, dass Huna „absolut keine Ähnlichkeit mit irgendeiner hawaiischen Weltsicht oder spirituellen Praxis hat“ und nennt es einen Teil „der Geistindustrie des New Age“ Kū, Lono und Kāne waren im alten Hawaii vor allem drei der vier höchsten Götter: Kū war der Gott von Wald und Jagd und Kriegsgott, Lono war der Gott des Ackerbaus und Kāne der Schöpfer, Stammvater der Menschen und Gott des Süßwassers. Der vierte war der Meeresgott Kanaloa, den die Missionare in die Rolle des Teufels zu drängen versuchten und der vielleicht deswegen im System des Huna nicht erscheint.
Weder Long noch King haben jedoch jemals behauptet, in ihren Werken die alten, historisch gewachsenen Strukturen der hawaiischen Religion darzustellen und zu vertreten, auch wenn sie sich explizit darauf beziehen. Das Wesen der verschiedenen Kahuna wird in den Werken von King differenziert dargestellt und der Bezug zu den Kahuna Kupua genannt. Da beispielsweise die Tiere, die im Huna als Symbole der sieben Prinzipien genannt sind, wie der Elefant, auf Hawaii gar nicht vorkommen, besteht hier kein Zweifel, dass diese Zuordnungen keine historische Authentizität besitzen, sondern erst in Moderner Zeit von Long oder King vorgenommen wurden.
Serge Kahili King gibt an, zunächst mit mäßigem Erfolg versucht zu haben, den angeblichen hawaiianischen „Schamanismus“ (Die Mehrzahl der Ethnologen bezieht Polynesien nicht in schamanistische Konzepte mit ein) in mehrmonatigen Kursen aus der hawaiianischen Tradition heraus zu lehren, wonach ihn die Teilnehmer gefragt hätten, was denn jetzt eigentlich „Huna“ sei. Unter dem Eindruck dieser Schwierigkeiten habe er mehr und mehr deren Kerngedanken herausgearbeitet und in eine leicht vermittelbare Form für den modernen, urbanen Menschen der westlichen Kultur überführt. Diese leicht vermittelbare Form enthält zwar zahlreiche Bezüge zur hawaiianischen Tradition, ist jedoch mindestens zu einem erheblichen Teil ein Kunstprodukt der Bemühungen Max Freedom Longs, Serge Kahili Kings und deren Weggefährten. In welchem Ausmaß die traditionell hawaiische Sichtweise der ursprünglichen Religion im Huna tatsächlich wiedergegeben wird, ist nicht klar gekennzeichnet. Der hawaiianischen Heilerin und Kulturexpertin Mary Kawena Pukui zufolge waren Götter und Schutzgeister für die vorchristlichen Hawaiianer jedenfalls nicht Teile der Seele, sondern durchaus Teile der äußeren Realität, so wie Fische und Kanus, aber auch Gebete und Flüche. Das Konzept der oft als Personen gedachten und mit den römischen Laren vergleichbaren aumākua „geht über das normale, begrenzte Konzept des Über-Ich hinaus“, so Dr. Haertig, Psychologe in Honolulu.
Serge Kahili King äußert offen, dass Huna ebenso frei erfunden sei wie alle anderen philosophischen, religiösen oder spirituellen Systeme, und dies auf eine Art und Weise, die seiner Meinung und Erfahrung nach gut funktioniert. Da ihm zufolge die äußere Realität eine Funktion der Psyche ist, müsse keine Philosophie der physikalischen Wirklichkeit entsprechen, auch Huna nicht. Im Gegenteil – gemäß seinen sieben Prinzipien entspricht die physikalische Wirklichkeit der momentanen Philosophie.
Es werden Parallelen und Unterschiede zu anderen Systemen aufgezeigt, beispielsweise zu Konstruktivismus, Christentum, Buddhismus, Esoterik, New Age, Neoschamanismus und NLP. Hierzu gibt Serge Kahili King an, dass Menschen an verschiedenen Stellen des Globus auf gleiche Fragen auch häufig gleiche Antworten gefunden haben.
Schließlich wird dem Order of Huna International vorgeworfen, Handel mit esoterischen Gegenständen zweifelhafter Wirksamkeit zu betreiben, z. B. Talismanen, Tätowierungen, Steinen. Hierzu sei angemerkt, dass die Prinzipien der Wirksamkeit solcher esoterischer Gegenstände von King im „Urban Shaman“ genau beschrieben sind und daraus klar wird, dass hier keine objektive Wirksamkeit, sondern eine potentielle subjektive Wirksamkeit aufgrund der solchen Symbolen subjektiv verliehenen Bedeutung vorliegt. Dies kann als ein ehrlicher Umgang mit diesem Vorwurf gedeutet werden.

## Wissenschaftliche Auseinandersetzung mit Huna
King hat sich im Laufe seines Lebens selbst auch wissenschaftlich mit dem Thema Huna auseinandergesetzt. Im Rahmen seiner 1978 verfassten Dissertation an der California Western University, Santa Ana, CA hat er unter dem Titel The Psychological Healing System Of The Kahunas insbesondere die psychologische Wirkungsweise der Methoden der Kahunas analysiert. Weitere Untersuchungen im Hinblick auf die medizinische Wirkungsweise von Huna liefert Paltin (1986). Neuere wissenschaftliche Untersuchungen beschäftigen sich vor allen Dingen mit der Anwendung von Huna in der westlichen Kultur (Cech 2002) – insbesondere aber in Unternehmen (Frost & Egri 1994, Netzer 2000). Aktuelle Analysen beschäftigen sich mit Huna insbesondere vor dem Hintergrund der Ethik (Roedenbeck 2006, Roedenbeck 2007) und des Coachings (Roedenbeck 2009) in Unternehmen.

## Wissenschaftliche Literatur
- Ursula Cech: Kahuna-Revival. Über das magisch-schamanisch-spirituelle HUNA-System aus Hawaii und dessen Wirkungsmöglichkeiten in unserer ratio-dominierten Gesellschaft. Dissertation, Universität Wien, Wien 2002.
- Peter J. Frost, Carolyn P. Egri: The Shamanic Perspective on Organizational Change and Development. In: Journal of Organizational Change Management, Jg. 7 (1994), Heft 1, S. 7–23, ISSN 0953-4814.
- Serge K. King: The Psychological Healing System Of The Kahunas. In: Psychology. California Western University, Santa Ana, CA 1978.
- Christof Netzer: Das Konzept der Motivation im HUNA-Schamanismus. Implikationen für Verständnis und Kritik der Organisation von Arbeit. Diplomarbeit. Universität Innsbruck, Innsbruck 2002.
- Samuel J. Paltin: Huna of Hawaii. A System of Psychological Theory and Practice. In: Hawaii Medical Journal, Bd. 45 (1986), Heft 7, S. 213–218, ISSN 0017-8594.
- Marc R. Roedenbeck: Management and „huna“. Integrating Ancient Hawai'ian Spirituality into Daily Ethical Management? In: Ethical Aspects of Management in Theory and Practice. Berlin 2006.
- Marc R. Roedenbeck: Spirituality in Organizational Self-Transformation. The Case of the Hawai'ian Spirituality „huna“. In: Proceedings of the Fourteenth Annual International Conference on Advances in Management. 14, 2007, S. 103–106.
- Marc R. Roedenbeck: Individuelle Pfade im Management. Modellentwicklung und Ansätze zur Überwindung von Pfade; Überlegungen zum Münchhausen-Dilemma. Gabler, Wiesbaden 2009, ISBN 978-3-8349-1409-5 (zugl. Dissertation Freie Universität Berlin 2008).